# Syracuse (Utah)
Syracuse és una població dels Estats Units a l'estat de Utah. Segons el cens del 2008 tenia 22.195 habitants.

## Demografia
Segons el cens del 2000, Syracuse tenia 9.398 habitants, 2.490 habitatges, i 2.263 famílies. La densitat de població era de 416,6 habitants per km².
Dels 2.490 habitatges en un 60,8% hi vivien nens de menys de 18 anys, en un 83,3% hi vivien parelles casades, en un 5,4% dones solteres, i en un 9,1% no eren unitats familiars. En el 7,1% dels habitatges hi vivien persones soles el 2,2% de les quals corresponia a persones de 65 anys o més que vivien soles. El nombre mitjà de persones vivint en cada habitatge era de 3,8 i el nombre mitjà de persones que vivien en cada família era de 3,99.
Per edats la població es repartia de la següent manera: un 39,8% tenia menys de 18 anys, un 10,6% entre 18 i 24, un 30,7% entre 25 i 44, un 14,9% de 45 a 60 i un 3,9% 65 anys o més.
L'edat mediana era de 25 anys. Per cada 100 dones de 18 o més anys hi havia 101,4 homes.
La renda mediana per habitatge era de 58.223 $ i la renda mediana per família de 60.000 $. Els homes tenien una renda mediana de 41.346 $ mentre que les dones 24.792 $. La renda per capita de la població era de 16.989 $. Entorn del 2,1% de les famílies i el 2,4% de la població estaven per davall del llindar de pobresa.

## Poblacions més properes
El següent diagrama mostra les poblacions més properes.